# Gustav Schaumann
Philip Gustav Schaumann (Hamburgo, 25 de janeiro de 1825 — 25 de janeiro de 1892) foi um farmacêutico alemão radicado no Brasil.
Filho do também farmacêutico Peter Christian Schaumann (1771-1845) e de Charlotte Sophie Zarnack, casou-se com Georgine Marie Krug em 1855, com que teve três filhos: Anna Luise Ottilie Schaumann (que casou-se com Adam Ditrik von Bülow), Henrique Schaumann e Isabel Schaumann.
Concluiu os cursos primário e secundário em Heidelberg, onde estudou Química. Terminados os estudos, fez uma viagem à América do Norte. Retornando à Alemanha, graduou-se farmacêutico na Academia Ruperto-Carolina no ano de 1841 e na Academiae Giessenae em 9 de maio de 1846.
Participou da campanha da Prússia contra a Dinamarca em 1852.
Em 1853 mudou-se para o Brasil, onde inicialmente trabalhou em Campinas na farmácia de Georg Krugg. Neste período conheceu sua futura esposa, a irmã de Georg Krugg.
Aos 37 anos, adquiriu uma mercearia onde se vendiam velas, café, bacalhau, cereais etc. na rua São Bento, na cidade de São Paulo em 1858 e no local fundou a botica Ao Veado d'Ouro. O nome vem do veado de ouro que existe no brasão de sua família .
Na época havia apenas quatro boticas na cidade de São Paulo. Exerceu também o cargo de cônsul honorário da Alemanha Imperial no período de 1878 a 1887.
Foi ele quem cumprimentou em nome da colônia alemã de São Paulo em 1883 o príncipe Henrique da Prússia, irmão de Guilherme II quando este esteve no Brasil.